# Compsoneura ulei
Compsoneura ulei är en tvåhjärtbladig växtart som beskrevs av Otto Warburg och Pilg.. Compsoneura ulei ingår i släktet Compsoneura, och familjen Myristicaceae. Inga underarter finns listade i Catalogue of Life.